# Marocaulus
Marocaulus is een kevergeslacht uit de familie van de boktorren (Cerambycidae). De wetenschappelijke naam van het geslacht werd voor het eerst geldig gepubliceerd in 1899 door Fairmaire.

## Soorten
Marocaulus omvat de volgende soorten:
- Marocaulus angulosus Fairmaire, 1905
- Marocaulus impressicollis Fairmaire, 1899